# زينب مثنى أبو طالب
زينب بنت مثنى أبو طالب هي استشارية علاج العقم وطفل الأنابيب وأمراض النساء والولادة وعضو في مجلس الشورى السعودي منذ أن تم تعيينها بأمر ملكي في 3 ربيع الأول، 1438هـ الموافق لـ2 ديسمبر 2016م. تعمل زينب أبو طالب أستاذاً مشاركاً بكلية الطب، بجامعة الملك سعود. وقد أسست وترأست وحدة علاج العقم والإنجاب.

## الحياة التعليمية
في عام 1980م، تخرجت زينب أبو طالب في جامعة الملك سعود بتخصص بكالوريوس طب MBBS. وفي 1986م حازت على شهادة دبلوم أمراض النساء والولادة DGO، بالمعهد البريطاني لأمراض النساء والولادة بالتعاون مع وزارة الصحة في المملكة العربية السعودية 1986م. انضمت زينب أبو طالب في 1993م إلى زمالة الكلية الملكية البريطانية لإمراض النساء والولادة 1993. وفي 2001م حازت على تخصص دقيق في علاج العقم وطفل الأنابيب- 2001م - بريطانيا.

## الحياة المهنية
- عضو مجلس الشورى اعتباراً من 3/3/1434هـ[5]
- استشارية علاج العقم وطفل الأنابيب وأمراض النساء والولادة
- أستاذ مشارك بكلية الطب جامعة الملك سعود
- أسست وترأست «وحدة علاج العقم والإنجاب»
- أسست وترأست «الوحدة النهارية لأمراض الولادة»
- أشرفت على النظم التعليمية الجديدة في مناهج التدريس الحديثة في مجال الطب

## عضويات المجالس واللجان
- عضوية الكلية الملكية البريطانية لأطباء النساء والولادة[5]
- عضوية الجمعية البريطانية لأمراض العقم
- عضو كرسي أبحاث المسببات الجينية لمرضى سكر الحمل
- عضو كرسي أبحاث البرمجة الجنينة للجنين
- محاضراً وممتحناً لبرامج الدورات التدريبية لتخصص النساء والولادة
- ممتحن لأطباء الزمالة السعودية
- عضو اللجنة المؤسسة لزمالة علاج العقم وطفل الأنابيب
- عضو المجلس العلمي السعودي للنساء والولادة بالهيئة السعودية للتخصصات الصحية
- عضو الجمعية البريطانية لأمراض العقم
- عضو لجنة اختبارات مزاولة المهنة الطبية في الهيئة السعودية للتخصصات الصحية
- عضو لجنة الاعتراف بمراكز التدريب في اختصاص النساء والولادة بمستشفيات المملكة
- رئيسة لجنة تدريب أطباء الدراسات العليا للزمالة السعودية والعربية والبريطانية في قسم النساء والولادة
- رئيسة لجنة اختيار الأطباء المعيدين لقسم النساء والولادة بكلية الطب جامعة الملك سعود
- عضو لجنة الأخلاقيات الطبية والشرعية بقسم النساء والولادة
- عضو لجنة اختبارات دورة النساء والولادة لطلاب وطالبات الطب
- عضو مركز الدراسات العليا بكلية الطب بجامعة الملك سعود
- عضو لجنة التعليم الطبي المستمر بكلية الطب بجامعة الملك سعود
- عضو لجنة تدريب أطباء الامتياز بجامعة الملك سعود
- عضو لجنة الدراسات والتخطيط بقسم النساء بجامعة الملك سعود
- رئيس لجنة ألأخلاقيات الطبية والشرعية بقسم النساء والولادة بجامعة الملك سعود
- عضو لجنة شئون الطالبات بكلية الطب
- عضو لجنة ترقيات الأطباء بجامعة الملك سعود
- عضو لجنة المقابلات للأطباء المقيمين الجدد
- عضو لجنة الاختبارات الإكلينيكية بجامعة بجامعة الملك سعود
- عضو لجنة التقييم والمراجعة للطلاب والطالبات
- عضو لجنة التوصيف الوظيفي للأطباء
- عضو لجنة مراجعة المناهج بكلية الطب
- عضو لجنة البحوث بقسم النساء والولادة
- عضو لجنة العناية المركزة لحديثي الولادة

## المؤلفات والبحوث

### بالعربية
- نشرت أكثر من ثلاثين بحثاً في مجلات علمية عالمية وإقليميه وترجمه في مجال علاج العقم وطفل الأنابيب وأمراض النساء والولادة[5]
- كتاب «الحمل والولادة بعد استخدام تقنيات المساعدة على الإنجاب: مضاعفات علاج العقم وتقنيات المساعدة على الإنجاب». جامعة الملك سعود: تاريخ النشر 2007
- شبكات التواصل الاجتماعي كمصدر للمعلومات الصحية لدى الجمهور السعودي - دراسة مسحية، المجلة العربية للإعلام والاتصال، 2013

### بالإنجليزية
- Secular increase in placental weight in Saudi Arabia, Placenta :2011
- Sex Differences in birth size and intergenerational effects of intrauterine exposure to Ramadan in Saudi Arabia. American Journal of Human Biology: 2011
- The breadth of the placental surface but not the length is associated with body size at birth. Placenta: 2012
- Changes in Placental Size during Ramadan, Placenta: 2010
- Assisted Hatching In Selected Groups of Patients: Does it make a Difference? Kuwait Medical Journal: 2003
- Coasting: A viable option for patients at risk of ovarian hyperstimulation syndrome Saudi Medical Journal: 2002
- A Pyomyoma In A Young Patient With Low Parity: Is There A Place For Conservative Management? Saudi Journal of Obstetrics and Gynecology: 2004
- Pronuclear morphology is highly predictive for implantation potential Pre-implantation Generic Diagnostics & Embryology Symposium on recent Advances in Reproductive Medicine KFSH: 2004
- Obstetric outcome in uncomplicated prolonged pregnancy. International Journal of Obstetrics and Gynecology: 1998
- Obstetric outcome in the unbooked mothers East African Journal: 1996
- Elective induction of labour at term: Doing a lot to gain a little Saudi Medical Journal: 1998
- Intravenous iron-sucrose complex in the treatment of iron deficiency anemia during pregnancy. European Journal of Obstetrics and Gynecology and Reproductive Biology: 1999
- Outcome of pregnancies in epileptic women: a study in Saudi Arabia Seizure: 1996
- Blood groups in Saudi obstetrics patients Saudi Medical Journal: 1996
- Evaluation of the advantages and limitations of a two-year cervical cancer screening program: A retrospective pilot study from a teaching hospital in Riyadh Emirates Medical Journal : 1998
- Socio-demographic characteristics of the “Unbooked mother West African Journal of Medicine : 1999
- Intrauterine contraceptive device (IUCD) post-insertion topographical changes Singapore Journal of Obstetrics and Gynecology : July-Sept. 1999
- Demographic and fertility variable as determinants of spontaneous abortion in woman with previous abortion African Journal of Medicine and Medical Sciences : July 1999
- Relationship of socio-demographic characteristics with semen parameters in infertile couples in KKUH Saudi Medical Journal : 1998
- Sickle cell and G6PD deficiency gene in cord blood sample experience at KKUH Journal of Tropical Pediatrics : 1997
- Basement membrane thickening in the placenta from diabetic woman Pathology International : 1997
- Quadruplet pregnancy following course of Clomiphene Citrate: An expensive success. Case report. Saudi Medical Journal : 1996
- Abdomino-pelvic packing to control severe hemorrhage following caesarean hysterectomy Journal of

## وصلات خارجية
- موقع مجلس الشورى السعودي الرسمي.
- معرض صور مجلس الشورى السعودي.